# Emre Mor
Emre Mor (Copenaghen, 24 luglio 1997) è un calciatore turco con cittadinanza danese di origine macedone, attaccante o ala del Fenerbahçe.

## Carriera

### Club
Nato e cresciuto a Brønshøj da padre turco e madre macedone, nel 2015-2016 disputa la prima stagione da professionista in carriera al Nordsjælland, con cui gioca nella massima serie del campionato danese.
Il 7 giugno 2016 viene acquistato per 9,5 milioni di euro dal Borussia Dortmund. Il successivo 14 agosto esordisce in maglia giallonera, nella gara di Supercoppa di Germania persa 0-2 contro il Bayern Monaco. Il 14 settembre debutta in UEFA Champions League nella vittoria esterna per 6-0 sul campo del Legia Varsavia, mentre tre giorni dopo trova il primo gol per il Dortmund, nella partita vinta per 6-0 in casa contro il Darmstadt.
Dopo una sola stagione trascorsa in Germania, il 29 agosto 2017 si trasferisce a titolo definitivo al Celta Vigo, firmando un contratto quinquennale. Segna il suo primo gol con il club spagnolo il 16 ottobre seguente, nella gara vinta 5-2 contro il Las Palmas.
Il 31 luglio 2019 si trasferisce in prestito annuale al Galatasaray. Rientrato al Celta, gioca la prima parte della successiva stagione in Galizia e il 31 gennaio 2020 passa in prestito all'Olympiacos. Nell'estate del 2020 torna a militare nel Celta.
Tuttavia trova poco nella società galiziana, indi per cui il 26 agosto 2021 viene ceduto in prestito al Fatih Karagümrük.

### Nazionale
Dopo aver rappresentato la Danimarca a livello giovanile, nel 2016 ha optato per la nazionale turca. Esordisce con la nazionale maggiore il 29 maggio, nell'amichevole vinta per 1-0 contro il Montenegro, sostituendo al 46º minuto Volkan Şen. Nello stesso anno viene anche convocato per gli Europei in Francia, manifestazione in cui esordisce alla prima giornata, nella sconfitta per 1-0 contro la Croazia, subentrando a Cenk Tosun al 69º minuto.

## Statistiche

### Presenze e reti nei club
Statistiche aggiornate al 18 maggio 2025.
| Stagione                | Squadra                 | Campionato              | Campionato | Campionato | Coppe nazionali | Coppe nazionali | Coppe nazionali | Coppe continentali | Coppe continentali | Coppe continentali | Altre coppe | Altre coppe | Altre coppe | Totale | Totale |
| Stagione                | Squadra                 | Comp                    | Pres       | Reti       | Comp            | Pres            | Reti            | Comp               | Pres               | Reti               | Comp        | Pres        | Reti        | Pres   | Reti   |
| ----------------------- | ----------------------- | ----------------------- | ---------- | ---------- | --------------- | --------------- | --------------- | ------------------ | ------------------ | ------------------ | ----------- | ----------- | ----------- | ------ | ------ |
| 2015-2016               | Nordsjælland            | SL                      | 13         | 2          | CD              | 0               | 0               | -                  | -                  | -                  | -           | -           | -           | 13     | 2      |
| 2016-2017               | Borussia Dortmund       | BL                      | 12         | 1          | CG              | 3               | 0               | UCL                | 3                  | 0                  | SG          | 1           | 0           | 19     | 1      |
| 2017-2018               | Celta Vigo              | PD                      | 23         | 1          | CR              | 4               | 0               | -                  | -                  | -                  | -           | -           | -           | 27     | 1      |
| 2018-2019               | Celta Vigo              | PD                      | 10         | 0          | CR              | 2               | 0               | -                  | -                  | -                  | -           | -           | -           | 12     | 0      |
| 2019-gen. 2020          | Galatasaray             | SL                      | 10         | 0          | TK              | 2               | 0               | UCL                | 4                  | 0                  | ST          | 1           | 0           | 17     | 0      |
| gen.-giu. 2020          | Olympiacos              | SL                      | 0          | 0          | CG              | 2               | 0               | UEL                | 0                  | 0                  | -           | -           | -           | 2      | 0      |
| 2020-2021               | Celta Vigo              | PD                      | 11         | 0          | CR              | 2               | 1               | -                  | -                  | -                  | -           | -           | -           | 13     | 1      |
| Totale Celta Vigo       | Totale Celta Vigo       | Totale Celta Vigo       | 44         | 1          |                 | 8               | 1               |                    | -                  | -                  |             | -           | -           | 53     | 2      |
| 2021-2022               | Fatih Karagümrük        | SL                      | 26         | 5          | TK              | 3               | 1               | -                  | -                  | -                  | -           | -           | -           | 28     | 6      |
| 2022-2023               | Fenerbahçe              | SL                      | 28         | 2          | TK              | 4               | 2               | UCL+UEL            | 1+8                | 0+2                | -           | -           | -           | 41     | 6      |
| 2023-gen. 2024          | Fenerbahçe              | SL                      | 7          | 0          | TK              | 1               | 0               | UECL               | 1                  | 0                  | ST          | 0           | 0           | 9      | 0      |
| Totale Fenerbahçe       | Totale Fenerbahçe       | Totale Fenerbahçe       | 35         | 2          |                 | 5               | 2               |                    | 10                 | 2                  |             | -           | -           | 50     | 6      |
| gen.-giu. 2024          | Fatih Karagümrük        | SL                      | 9          | 1          | TK              | 4               | 0               | -                  | -                  | -                  | -           | -           | -           | 13     | 1      |
| Totale Fatih Karagümrük | Totale Fatih Karagümrük | Totale Fatih Karagümrük | 35         | 6          |                 | 7               | 1               |                    | -                  | -                  |             | -           | -           | 42     | 7      |
| 2024-2025               | Eyüpspor                | SL                      | 18         | 1          | TK              | 4               | 1               | -                  | -                  | -                  | -           | -           | -           | 22     | 2      |
| Totale carriera         | Totale carriera         | Totale carriera         | 167        | 13         |                 | 31              | 5               |                    | 17                 | 2                  |             | 2           | 0           | 217    | 20     |

### Cronologia presenze e reti in nazionale
| Cronologia completa delle presenze e delle reti in nazionale ― Turchia | Cronologia completa delle presenze e delle reti in nazionale ― Turchia | Cronologia completa delle presenze e delle reti in nazionale ― Turchia | Cronologia completa delle presenze e delle reti in nazionale ― Turchia | Cronologia completa delle presenze e delle reti in nazionale ― Turchia | Cronologia completa delle presenze e delle reti in nazionale ― Turchia | Cronologia completa delle presenze e delle reti in nazionale ― Turchia | Cronologia completa delle presenze e delle reti in nazionale ― Turchia |
| Data                                                                   | Città                                                                  | In casa                                                                | Risultato                                                              | Ospiti                                                                 | Competizione                                                           | Reti                                                                   | Note                                                                   |
| ---------------------------------------------------------------------- | ---------------------------------------------------------------------- | ---------------------------------------------------------------------- | ---------------------------------------------------------------------- | ---------------------------------------------------------------------- | ---------------------------------------------------------------------- | ---------------------------------------------------------------------- | ---------------------------------------------------------------------- |
| 29-5-2016                                                              | Adalia                                                                 | Turchia                                                                | 1 – 0                                                                  | Montenegro                                                             | Amichevole                                                             | -                                                                      | 46’                                                                    |
| 5-6-2016                                                               | Lubiana                                                                | Slovenia                                                               | 1 – 0                                                                  | Turchia                                                                | Amichevole                                                             | -                                                                      | 46’ - 56’                                                              |
| 12-6-2016                                                              | Parigi                                                                 | Turchia                                                                | 0 – 1                                                                  | Croazia                                                                | Euro 2016 - 1º turno                                                   | -                                                                      | 69’                                                                    |
| 21-6-2016                                                              | Lens                                                                   | Rep. Ceca                                                              | 0 – 2                                                                  | Turchia                                                                | Euro 2016 - 1º turno                                                   | -                                                                      | 69’                                                                    |
| 31-8-2016                                                              | Adalia                                                                 | Turchia                                                                | 0 – 0                                                                  | Russia                                                                 | Amichevole                                                             | -                                                                      | 85’                                                                    |
| 5-9-2016                                                               | Zagabria                                                               | Croazia                                                                | 1 – 1                                                                  | Turchia                                                                | Qual. Mondiali 2018                                                    | -                                                                      | 84’                                                                    |
| 6-10-2016                                                              | Konya                                                                  | Turchia                                                                | 2 – 2                                                                  | Ucraina                                                                | Qual. Mondiali 2018                                                    | -                                                                      | 87’                                                                    |
| 9-10-2016                                                              | Reykjavík                                                              | Islanda                                                                | 2 – 0                                                                  | Turchia                                                                | Qual. Mondiali 2018                                                    | -                                                                      | 54’                                                                    |
| 24-3-2017                                                              | Adalia                                                                 | Turchia                                                                | 2 – 0                                                                  | Finlandia                                                              | Qual. Mondiali 2018                                                    | -                                                                      | 72’                                                                    |
| 27-3-2017                                                              | Eskişehir                                                              | Turchia                                                                | 3 – 1                                                                  | Moldavia                                                               | Amichevole                                                             | 1                                                                      | 83’                                                                    |
| 5-6-2017                                                               | Skopje                                                                 | Macedonia                                                              | 0 – 0                                                                  | Turchia                                                                | Amichevole                                                             | -                                                                      | 62’ - 76’                                                              |
| 11-6-2017                                                              | Scutari                                                                | Kosovo                                                                 | 1 – 4                                                                  | Turchia                                                                | Qual. Mondiali 2018                                                    | -                                                                      | 80’                                                                    |
| 5-9-2017                                                               | Eskişehir                                                              | Turchia                                                                | 1 – 0                                                                  | Croazia                                                                | Qual. Mondiali 2018                                                    | -                                                                      | 70’                                                                    |
| 6-10-2017                                                              | Eskişehir                                                              | Turchia                                                                | 0 – 3                                                                  | Islanda                                                                | Qual. Mondiali 2018                                                    | -                                                                      | 60’                                                                    |
| 9-10-2017                                                              | Turku                                                                  | Finlandia                                                              | 2 – 2                                                                  | Turchia                                                                | Qual. Mondiali 2018                                                    | -                                                                      | 75’                                                                    |
| Totale                                                                 |                                                                        | Presenze                                                               | 15                                                                     |                                                                        | Reti                                                                   | 1                                                                      |                                                                        |

## Palmarès

### Club

#### Competizioni nazionali
- Coppa di Germania: 1

Borussia Dortmund: 2016-2017
- Campionato greco: 1

Olympiakos: 2019-2020
- Coppa di Turchia: 1

Fenerbahçe: 2022-2023